# Oprișenești, Brăila
Oprișenești este un sat ce aparține orașului Ianca din județul Brăila, Muntenia, România.